# Passiflora trialata
Passiflora trialata är en passionsblomsväxtart som beskrevs av C. Feuillet och J.M. Macdougal. Passiflora trialata ingår i släktet passionsblommor, och familjen passionsblomsväxter. Inga underarter finns listade i Catalogue of Life.